# Berserk (manga)
Berserk is een Japanse mangaserie geschreven en geïllustreerd door Kentaro Miura. De manga verscheen in 1990 voor het eerst in het mangamagazine Young Animal, uitgegeven door Hakusensha. Er zijn op het moment (2023) 42 volumes/tankōbons uitgebracht in Japan. De manga werd door uitgeverij Glénat deels vertaald in het Nederlands.
Berserk bevat duistere verhaallijnen, doorspekt met expliciet geweld en bloot. Kortom: de manga onderzoekt het beste en slechtste in de mens.

## Plot
Guts ‘de zwarte krijger’ zwerft door middeleeuws Europa op zoek naar de mysterieuze God Hand. Onderweg wordt hij achtervolgd door apostelen. Deze wezens lijken wel weggelopen uit schilderijen van Bosch en worden aangetrokken door een demonisch merkteken in zijn nek. Met zijn onmenselijke kracht verkregen door zijn moeilijke en harde jeugd als lid van een bende huurlingen, zijn gigantische zwaard 'Dragon Slayer' en zijn ijzeren handprothese doodt hij de demonen die zijn pad kruisen. Op zijn zoektocht naar wraak op degene die hem het merkteken gaf komt hij vele interessante personen en schepsels tegen die allemaal op een manier door hem beïnvloed worden.
Berserk is opgesplitst in een aantal verhaallijnen.
- De zwarte krijger (The Black Swordsman) (volume 1 tot 3)
- De gouden tijd (The Golden Age) (volume 3 tot 14)
- Retribution of Conviction (volume 14 tot 21)
- Hawk of the Millennium Empire (volume 22 tot 35)
- Fantasia (vanaf volume 35, wordt nu nog aan gewerkt)

Enkel De zwarte krijger en De gouden tijd verhaallijnen werden tot op heden volledig vertaald in het Nederlands.

## Anime
De eerste dertien delen (omvatten De zwarte krijger en De gouden tijd verhaallijnen) van de manga werden door OLM Incorporated verwerkt tot een 25 afleveringen tellende anime. Deze werd in Japan in 1997 uitgezonden van 7 oktober tot 31 maart 1998. De anime focust zich in een flashback vooral op Guts zijn tijd bij de Troep van de Valk en zijn vriendschap met hun charismatische leider Griffith.  Sommige stukken en personages uit de manga werden geschrapt of hun karakter werd aangepast.
In 2016 kwam er een nieuwe animeserie en werden er 12  afleveringen uitgezonden, gevolgd door een tweede seizoen van 12 afleveringen in 2017. De serie bevat elementen van de De zwarte krijger en Conviction. De kwaliteit van de animatie, doorspekt met CGI, is voor velen wat teleurstellend.  Deze reeks herneemt het verhaal na de dramatische gebeurtenissen die plaatsvonden tijdens de eclips.   

## Anime films
De gouden tijd verhaallijn vormt ook de basis voor 3 films, gemaakt door Studio 4°C en geregisseerd door Toshiyuki Kubooka.
In 2012 verschenen Golden Age Arc I - The Egg of the King en Golden Age Arc II - The Battle for Doldrey.
Het drieluik werd in 2013 afgesloten met Golden Age Arc III: Descent.
Deze films introduceren weliswaar een aantal belangrijke personages zoals Puck en de Skull Knight maar zijn eveneens geen getrouwe verfilming van de manga.
The Egg of the King verwijst naar een Behelit, een onheilspellend eivormig object, bezaaid met menselijke gelaatstrekken dat Griffith als talisman draagt.